# Marina veneciana
La marina veneciana fue la marina de la República de Venecia. 
Desempeñó un papel importante en la historia de Venecia, y el mundo mediterráneo. Fue una de las grandes fuerzas navales en el mundo, especialmente durante la Edad Media y la era moderna. Tuvo un largo declive que comenzó a fines del siglo XVI. El fin de la marina veneciana coincidió con la rendición de la ciudad a las tropas de Napoleón.

## Historia
Al crecer entre las lagunas que dominan el Adriático, que siempre ha estado orientado al comercio con el este del Mediterráneo, la República de Venecia fundó su fuerza comercial y su seguridad militar en el poder de su propia flota, que llegó a ser, a fines de la Edad Media, tan poderosa que se enfrentó en el Mediterráneo durante siglos a la inmensa fuerza del Imperio Otomano.

### Orígenes entre los siglos VIII y XI
Los orígenes de la marina veneciana se encuentran en la tradición naval, primero romana y luego bizantina. De estos últimos Venecia era de hecho en origen vasalla y luego aliada y usó sus técnicas navales y militares. En esta época no existía una verdadera y propia distinción entre marina mercantil y de guerra. Todas las naves tenían que estar listas, si era necesario para poder defenderse de posibles agresiones y, en el caso de conflictos reales, los buques mercantes y las tripulaciones se reunían y reforzaban para formar la flota de guerra. Finalizada la emergencia, la flota se dispersaba, volviendo a ocuparse del comercio. Sin embargo, ya existían dos tipos de embarcaciones, una para fines puramente militares y otra predominantemente mercantil:
- La nave sottile (barco delgado), derivado de los trirremes romanos que habían sido las naves principales del Mediterráneo durante un milenio
- La nave tonda (barco redondo), directamente derivado de la naves romanas. Era un barco grande y ancho con un alto francobordo y múltiples cubiertas, fue diseñada para el transporte rentable de carga. Sin embargo, este tipo de nave estaba limitada en la navegación por la dirección de los vientos y eran más vulnerables a los ataques del enemigo; en caso de guerra, podrían ser utilizados como barcos de suministro y apoyo

Hacia finales del siglo IX, apareció el principal instrumento del poder veneciano:
- La galea sottile (galera delgada): una nave ágil y delgada, con un sola cubierta, movida cuando es necesario por remos o velas latinas. Estos eran barcos incómodos, sin refugio para la tripulación, obligados a vivir al aire libre, ya que todo el espacio de la bodega estaba destinado a la ya escasa carga transportable. Sin embargo, el número de hombres a bordo, la velocidad, la maniobrabilidad en combate y la posibilidad de navegar incluso contra el viento o en su ausencia lo convirtieron en un barco seguro, ideal para la guerra y para transportar los bienes más preciados. Tenía alrededor de 45 m de largo y 5 m de ancho, para unos 25 bancos de remeros.

Sin embargo, las crónicas mencionan muchos otros tipos de barcos:
- la galandria o zalandria, galera con un mástil, dotadas de un castillo;
- la palandria, otro tipo de galera de guerra;
- el dromon, bastante similar a la versión bizantina del mismo nombre, pero a menudo más grande, con dos cubiertas y torres altas útiles para los asedios marítimos, llevaban sifones armados con el temible fuego griego, un líquido incendiario capaz de quemarse en el agua, cuya composición no era conocido por otros pueblos occidentales y por los musulmanes;
- la gumbaria, mencionada en los tiempos de Pietro II Candiano;
- el ippogogo, un transporte de caballería (del griego: ἱππαγωγόν, "portador de caballos")
- el buzo, gran galera de guerra, con doble o triple mástil, un posible progenitor del Bucintoro;
- el brulote;
- el gatto.

Con estos barcos, Venecia luchó junto a Bizancio contra árabes, francos y normandos y, a partir del año 1000, conquistó el predominio sobre el Adriático, subyugando a Narentinos (tribu eslava ubicada cerca del Río Neretva) y Dalmacios.

### DelsigloXIIa la primera mitad delsigloXV
En el siglo XII, los crecientes intereses comerciales en Oriente seguido a las amplias concesiones bizantinas contenidas en el tratado bizantino-veneciano de 1082 de Alejo I Comneno y también a las Cruzadas, a las que Venecia proporcionó servicios de transporte y apoyo militar, llevaron a la primera gran revolución de la marina veneciana: la construcción del Arsenal.En este gran astillero público se concentraron todas las actividades relacionadas con la construcción y el mantenimiento de la flota, bajo el estricto control del Estado. La misma propiedad de las galeras pasó a la mano pública, que luego organizó las expediciones comerciales regulares, el mude, en el que los particulares se limitaban a alquilar espacios para el transporte de mercancías.
El siglo XIII comenzó con la conquista del dominio de ultramar después de la cuarta cruzada, que, con la conquista de Costantinopla en 1204, transformó a Venecia en la principal potencia marítima del Mediterráneo oriental, dotando sus flotas de una densa red de bases, colonias e intereses. También se desarrolló un nuevo tipo de galera:
- La galea grossa da merchado ("de mercado"), con mayores dimensiones frente al navío "delgado", en detrimento de las cualidades marítimas, pero en pleno beneficio de las capacidades mercantiles. Se trataba en práctica de un combinación entre la función militar y comercial, lo que hizo que la galera "grande" fuera particularmente útil para un transporte rentable de bienes preciosos intercambiados con el oriente. Tenía aproximadamente 50 m de largo y 7 m de ancho, para unos 25 bancos de remeros.

A la vez, el definitivo declive del poder ducal y la estabilización de la forma republicana del estado, llevaron en esta época a sustraer progresivamente al Dogo la designación de los comandantes militares, que pasó al Maggior Consiglio (Concilio Mayor), asumiendo la forma definitiva que fue mantenida en los siglos siguientes. Además, la necesidad de defender el estatus de padrona dei mari recién conquistado y el creciente conflicto con las demás potencias marítimas de Génova y Pisa hicieron que la ciudad de la laguna mantuviera flotillas militares cada vez más por más tiempo. Desde 1268, y prácticamente la única en ese momento, Venecia se equipó con una flota militar permanente, para controlar el Adriático: para los venecianos, era simplemente il Golfo (el Golfo). A través de esta fuerza naval, la República impuso su autoridad en ese mar, que percibió como propio, patrullando, inspeccionando los barcos de paso y atacando a todos los que se consideraban hostiles.

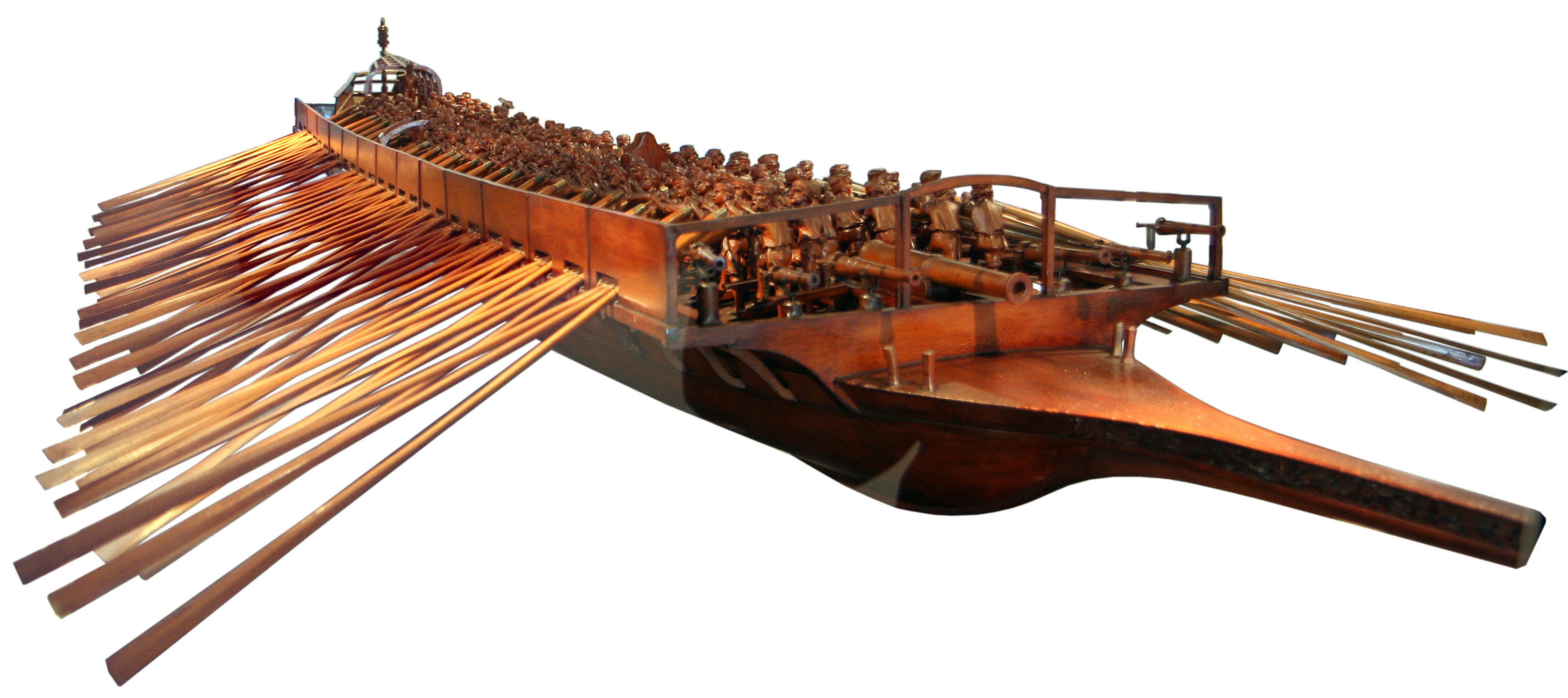
Reconstrucción de una galera veneciana en el Museo Storico Navale di Venezia.

En el siglo XIV la introducción de nuevas técnicas de construcción, el timón central (antes los barcos poseían dos timones laterales) y la brújula magnética, un invento probablemente proveniente de China (tal vez de 1295 al regreso de Marco Polo de sus travesías), modificó radicalmente el modo de ir por mar. Este es el siglo del conflicto mortal con Génova en la Guerra de Chioggia, donde la salvación de Venecia residío probablemente en la increíble capacidad de construcción de su Arsenal, que pudo, en muy poco tiempo, reconstituir la flota perdida y pasar al contraataque. Ya en esta época, de hecho, el astillero mantuvo permanentemente al menos cincuenta cascos siempre listos para ser puestos y armados de inmediato.
A principios del siglo XV, el uso de un nuevo tipo de barco se extendió en el Mar del Norte por las flotas de la Liga Hanseática y luego se extendió al resto de Europa, y fue adoptado por Venecia sobre todo para intercambios con el Norte:
- La coca, un gran barco redondo adecuado para los difíciles mares del norte. Estas naves, en construcciones venecianas, presentaban un casco pronunciado en forma de gota, más ancho hacia la proa y más estrecho en la popa, así como un alto castillo delantero.

Junto a los escuadrones navales que operaban en el mar, al menos a partir de mediados del siglo XIII, Venecia comenzó a desplegar flotas militares a lo largo del Po. Al principio estaban formadas por unas pocas unidades, seis o siete scaule (pequeñas embarcaciones de fondo plano), pero durante el durante las guerras contra el ducado de Milán, durante la guerra de Ferrara y hasta la batalla de Polesella en 1509, la Serenissima operó a lo largo del Po y en el lago de Garda con verdaderas flotas militares. En aguas interiores, los venecianos usaban galeones, un tipo de embarcación diferente a la embarcación del mismo nombre que se usaba en el mar. Los galeones tenían un fondo plano, en promedio entre 35 y 40 metros de largo, y estaban provistos de estructuras de madera fortificadas a lo largo de los costados. Su tripulación estaba formada por unos cincuenta marineros, unas pocas docenas de ballesteros y soldados de infantería y cada barco estaba equipado con al menos una bombarda. Junto a los galeones, los venecianos también utilizaron galeras, que sin embargo resultaron inadecuadas para la navegación fluvial.

### Segunda mitad delsigloXValsigloXVIII

Batalla de Lepanto.

Una nueva fase para la marina veneciana se inauguró en 1453, con la caída de Constantinopla y el inicio de una confrontación de siglos con los Turcos.
Enfrentada a la creciente amenaza a sus posesiones marítimas, Venecia lo encaró estableciendo una verdadera marina de guerra permanente, con docenas de galeras operando en tiempos de paz y una fuerza que podría ser de más de cien galeras en caso de guerra. El mantenimiento en la eficiencia y la administración de tal fuerza naval requirió un intenso esfuerzo organizativo, que se delegó a una nueva magistratura: el Magistrato alla Milizia da Mar (Magistrado de la Milicia de Mar, 1545), encargado de la construcción y mantenimiento de los barcos y de la artillería, de la obtención en general de los víveres, armas y pólvora, reclutamiento de tripulaciones y suministro de dinero.
Al mismo tiempo, la difusión de las armas de fuego llevó progresivamente a armar las galeras ya no más con el tradicional fuego griego, sino con artillería colocada en proa y capaz de disparar en la dirección de avance del barco. En el mismo período se desarrollaron nuevos tipos de barcos:
- El bergantín, pequeño y rápido, similar a la galera, para servicios de escolta y transporte. Era de alrededor de 20 m de largo y 3 m de ancho, con unos 14 bancos de remos.
- La galeota, una pequeña nave similar a la galera, pero más rápida y más maniobrable. De aproximadamente 25 m de largo y 4 m de ancho, con unos 15 bancos de remos.
- La fusta, pequeña nave delgada. De aproximadamente 35 m de largo y 5 m de ancho, con unos 20 bancos de remos.
- La galera bastarda (galea bastarda), de dimensiones mayores y tenía un casco más completo y una construcción más fuerte, lo que le permite acomodar un cuarto, más tarde un quinto, remero por banco, apta para fungir de capitana o patrona, es decir de buque insignia.

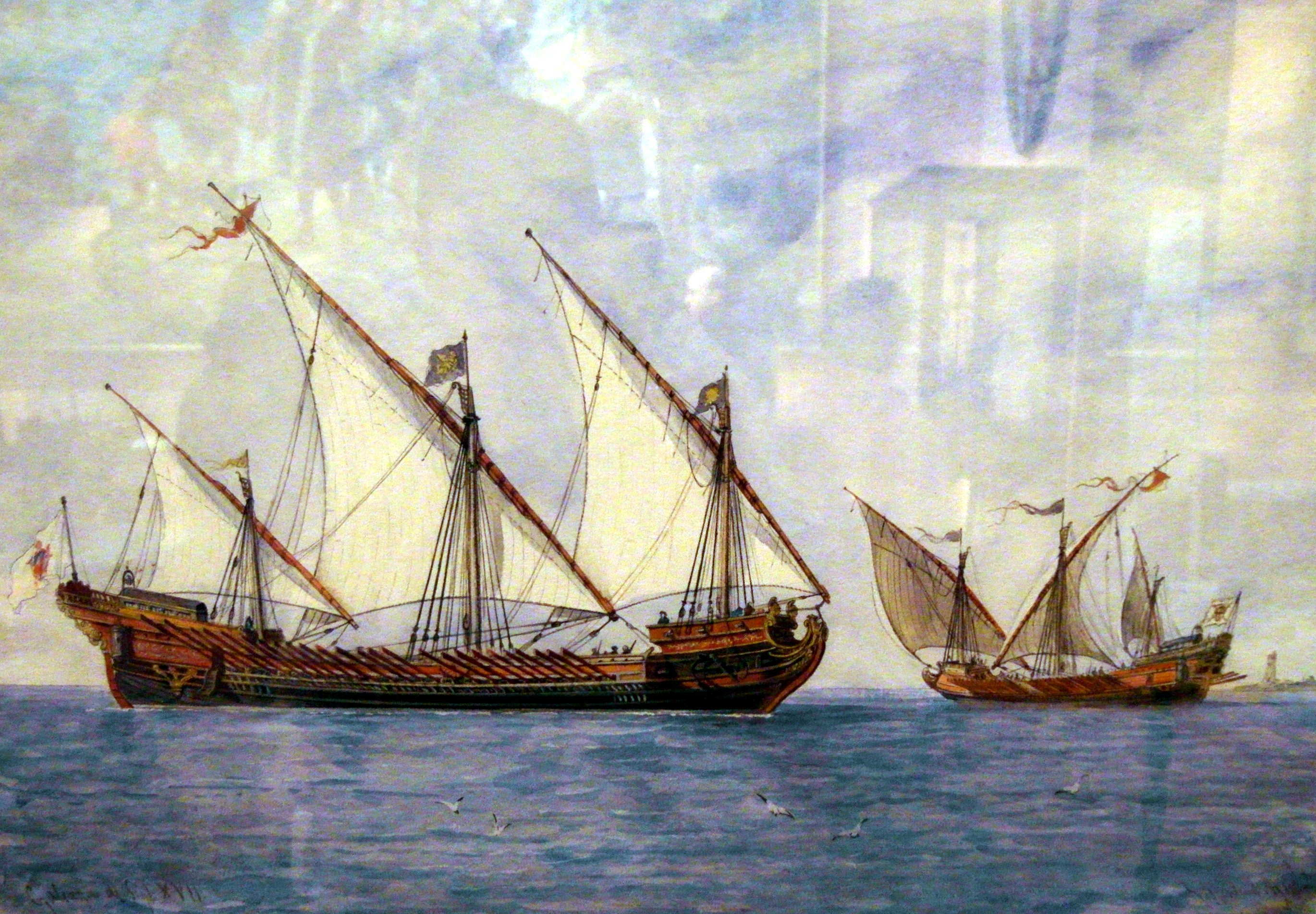
Ilustración de una galeaza veneciana de principios del.

En el siglo XVI gradualmente se tomó la tarea de reemplazar las pequeñas armas de tiro tradicionales (arcos y ballestas) con los más modernos arcabuces a bordo de los barcos. En este periodo, la tradicional galee libere (galeras libres) con tripulaciones compuestas por buonavoglia (hombres libres que sirven por paga) y zontaroli (deudores y condenados que cumplen con su deuda, y reclutas que sirven en tiempos de guerra) se complementó con la galee Sforzate (galeras forzadas) en el cual las tripulaciones estaban compuestas únicamente por convictos sentenciados a trabajos forzados en los remos. El uso de este tipo de barcos fue, sin embargo, siempre bastante limitado en la marina veneciana, tanto que estas no ingresaban siquiera en la jerarquía normal de la flota y constituían una flotilla aparte, dependiente del denominado Governator de'Condannati.
En la victoriosa batalla de Lepanto, hizo su aparición un nuevo invento veneciano, que pronto se difundió también a otras flotas del Mediterráneo:
- la galeaza, barco exclusivamente de guerra, construida sobre el modelo de galeras grandes, pero mucho más grande y con un borde alto. Movidas casi exclusivamente por las velas, aunque a menudo requerían también el remolque de las galeras cercanas, los galeazas estaban armadas con numerosa artillerías, con las que romper el ímpetu de la flota opuesta. De hecho, esta nave permitió el fuego lateral por primera vez, presentándose así como una especie de fortaleza flotante. Poseía aproximadamente 50 m de largo y 8 m de ancho, y unos 25 bancos de remos.

El declive contemporáneo en el tráfico comercial llevó a la desaparición de la galea grossa mercantil.
El siglo XVII marcó para Venecia la pérdida definitiva de las posesiones coloniales: la guerra de Candía peleada ferozmente durante veinticinco años por Venecia, llevando sus flotas a las puertas de Estambul (spedizione veneziana dei Dardanelli), marcó la pérdida incluso de la última y más preciosa posesión, Creta. En septiembre de 1669 se propuso una embarcación sumergible, con la que atacar las fortificaciones turcas, sin embargo, se firmó un tratado de paz antes de que pudiera construirse.
Aparecieron en este periodo:
- la galea bastardella, galera de dimensiones intermedias entre la galera bastarda y la galera delgada.
- El galeón, barco a vela de varias cubiertas capaz de transportar numerosos cañones. Tales barcos, especialmente en los primeros tiempos, a menudo aparecían aún hibridados con la presencia de remos. Los galeones se utilizaron en Venecia para armar la flota de guerra de los "grandes barcos", para complementar los tradicionales "barcos delgados".

Las experiencias acumuladas durante los conflictos con España y los turcos, y con los barcos alquilados a holandeses e ingleses hicieron que la armada se volcara cada vez más decisivamente hacia los barcos de vela. Se constituyó en esta época una división de la marina veneciana en dos, una rama de navegación a vela (la Armada grossa) y la segunda a remo (la Armada sottile).

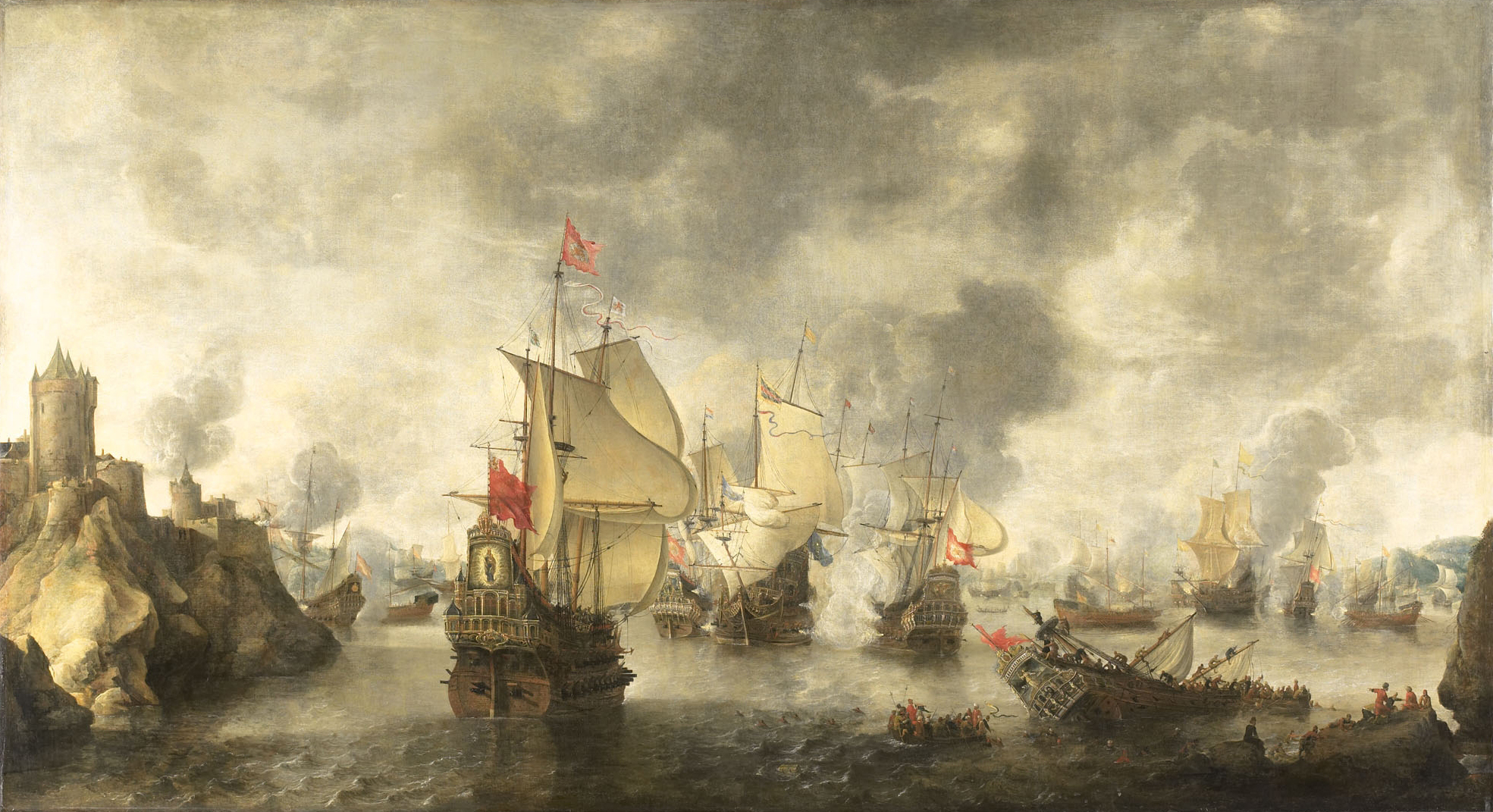
Batalla de las flotas venecianas y holandesas contra los turcos en la bahía de Focea, 1649.

En 1619 el Senado veneciano decretó el establecimiento en la isla de la Giudecca de un Collegio dei Giovani Nobili (Colegio de los Jóvenes Nobles) que fue designado para formar cuadros navales. Durante el siglo XVII, las galeras siguieron siendo importantes protagonistas de las guerras mediterráneas, pero ya no eran claramente el tipo de embarcación capaz de ganar todas las batallas, desde finales del siglo XVI, los galeones y otros barcos "redondos" según el nombre veneciano (es decir, los barcos con velero de mástil triple y calado profundo), comenzaron a convertirse en los componentes principales de las flotas europeas y más allá. A principios de siglo, debido a la evidente falta de preparación para gestionar este tipo de barcos atlánticos, Venecia asumió un cierto número de barcos "mercenarios" en alquiler, a holandeses e ingleses, en función antiespañola, pero tan pronto como se encontró en guerra con el Imperio Otomano, todos los barcos redondos capturados (generalmente galeones) fueron puestos nuevamente en servicio en la marina veneciana, mientras que el Arsenal comenzó a copiar algunos galeones y otras tipologías de barcos de línea holandesa. Los buques de guerra venecianos (asistidos de diversas formas por equipos de alquiler ingleses y holandeses más o menos grandes) lograron ganar numerosas batallas contra los otomanos durante el siglo XVII y someter a los Dardanelos a numerosos bloqueos, colaborando con las galeras en las operaciones costeras durante las guerras de Candia y Morea. Sin embargo, hacia fines del siglo XVII, la marina turca, se vio obligada a reclutar sus barcos de vela entre los piratas de Berbería, logrando construir escuadras agresivas de buques de guerra para oponerse a la armada veneciana, en enfrentamientos a menudo equilibrados o no concluyentes. 
Una de las innovaciones de este periodo fue la bombarda, buque capaz de bombardear, desde el mar, las ciudades y puertos enemigos con morteros.
En el siglo XVIII, además de la introducción del sextante, el desarrollo de la navegación a vela llevó a Venecia a imitar a otros estados europeos, compitiendo con ellos para crear nuevos tipos de barcos de vela
- La Fragata, un pequeño buque de guerra para patrullar.

- El Navío de línea, un gran barco de vela de varias cubiertas, armado con docenas de cañones y diseñado para constituir la columna vertebral de la flota.

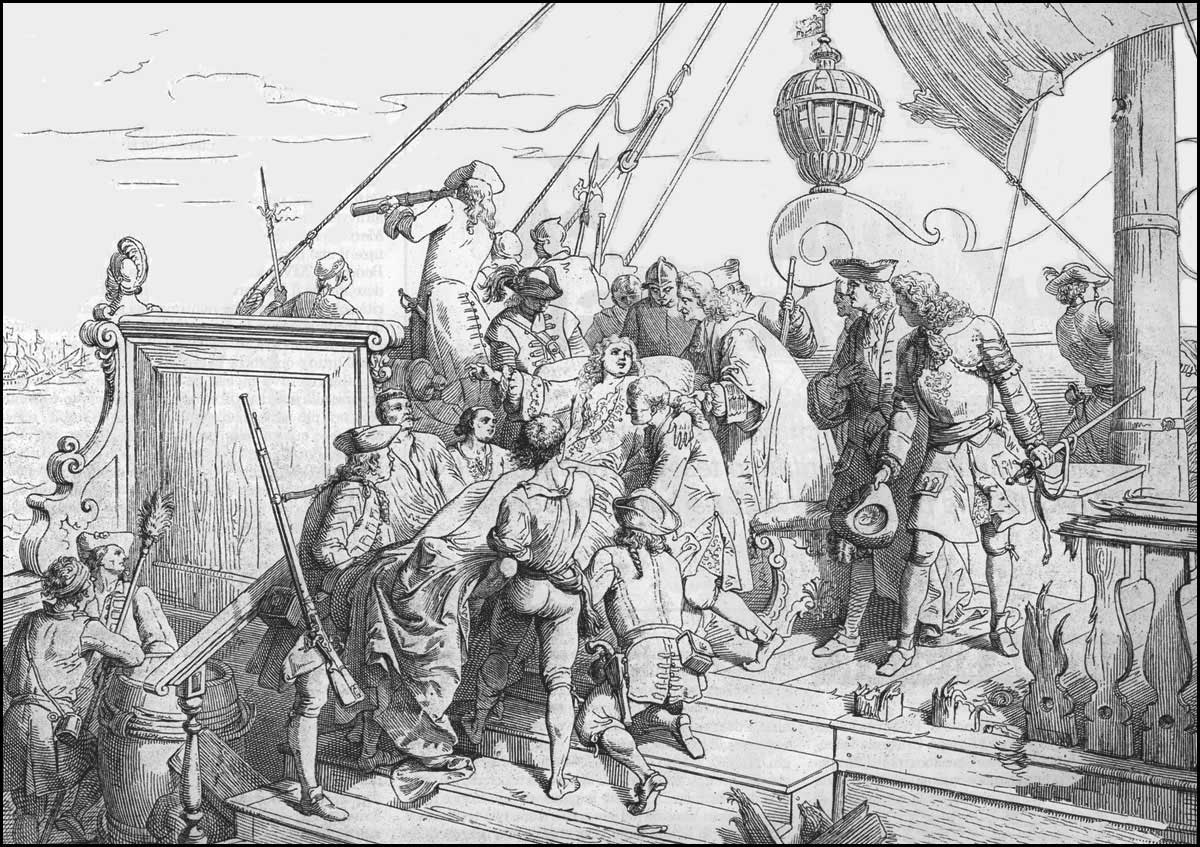
Los últimos momentos del almirante Lodovico Flangini a bordo del León Trionfante, el 22 de junio de 1717.

Las últimas campañas de la marina veneciana se pelearon a principios del siglo XVIII (en particular en la gran batalla de Cabo Matapan el 19 de julio de 1717; en la que 33 buques y fragatas venecianas y aliadas, apoyados por 24 galeras, se enfrentaron a 30 barcos y 4 galeras turcas en un choque inconcluso pero muy sangriento) y hacia fines del siglo (a partir de 1785), cuando Angelo Emo derrotó algunos puertos de piratas de Berbería que se habían independizado del Imperio Otomano (Sfax, Túnez, Bizerta) y había comenzado a practicar la piratería contra Venecia y otras potencias mediterráneas (cristianas y musulmanas). Anteriormente (desde 1769), la marina veneciana había sido movilizada para evitar que los piratas rusos bloquearan los barcos mercantes venecianos que se dirigían a Turquía.

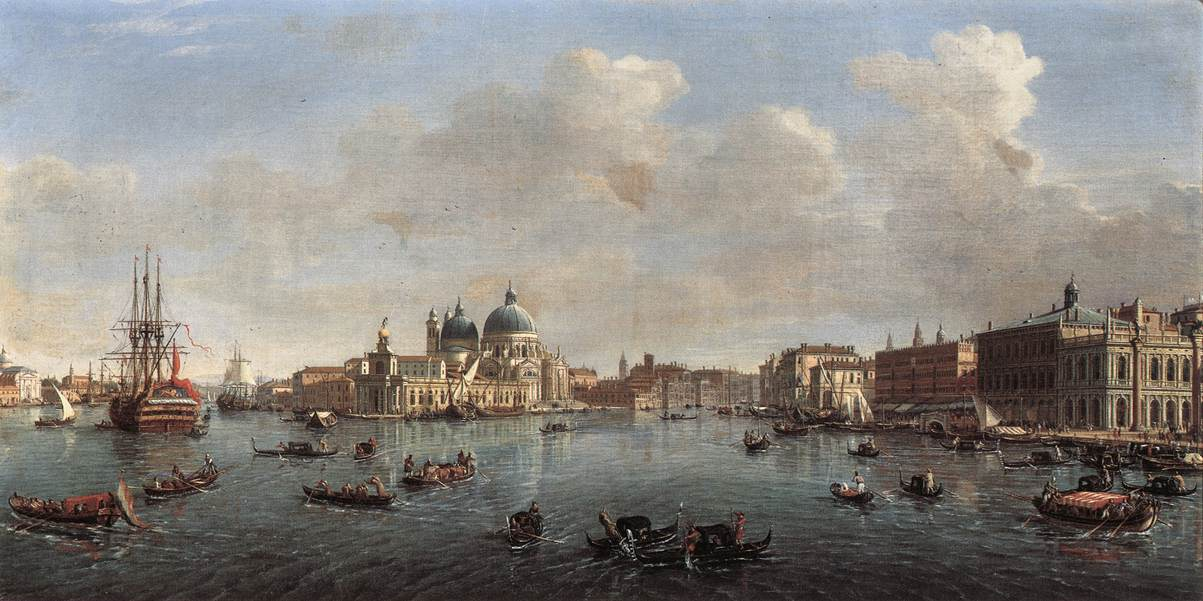
Vista de la Laguna de San Marcos, Venecia, h. 1710. Pintura de Gaspar van Wittel

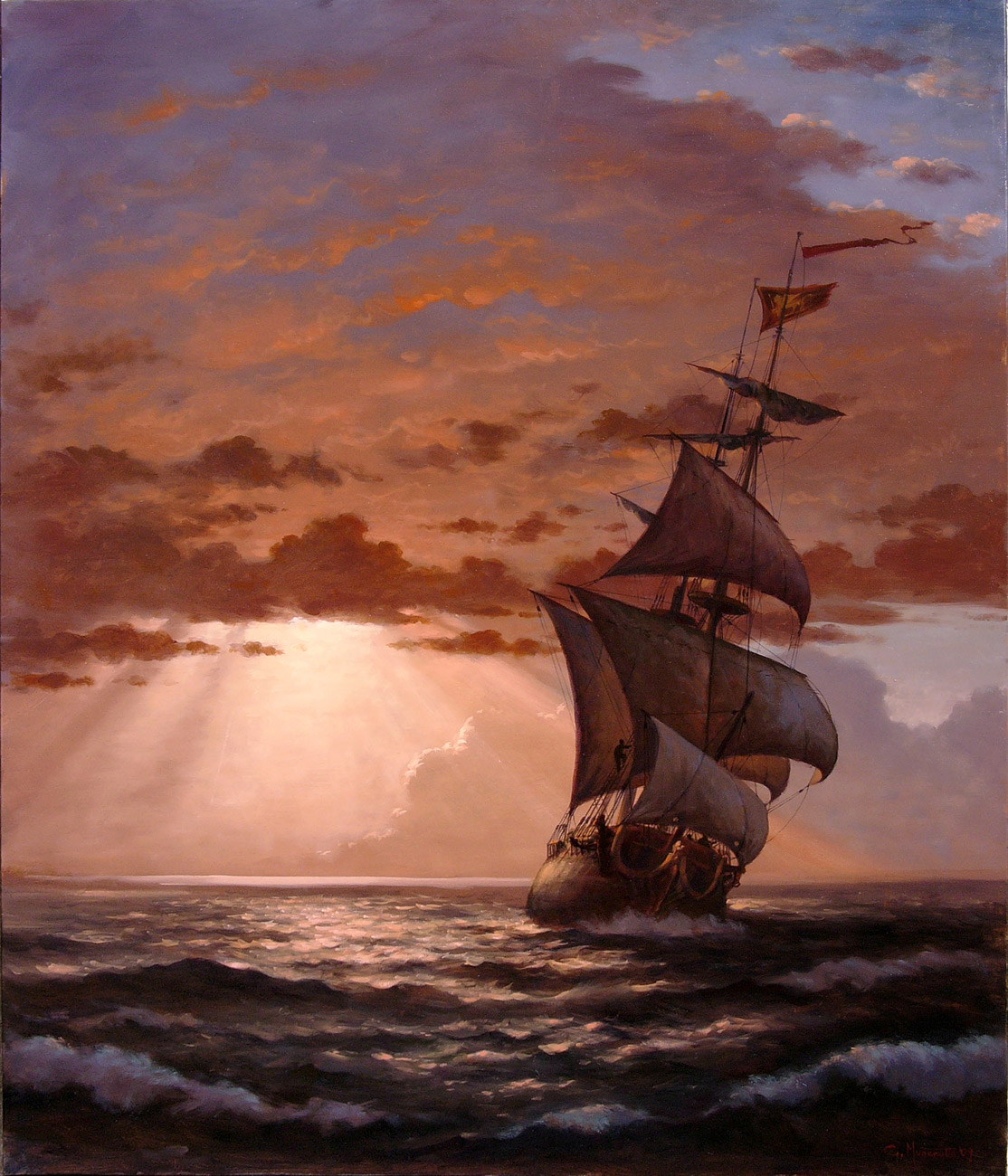
Regreso del Levante (Gianfranco Muneretto, Fragata Veneciana de 30 cañones)

En 1775, Venecia ya no era una gran potencia naval, pero tampoco era irrelevante; tenía 23 buques de línea, pero solo 5 de 70 cañones y 5 de 66 estaban "listos", no tenían casco revestido como las unidades británicas y españolas, y estaban equipados con cañones de aproximadamente 24 libras, 15 fragatas y una treintena de naves menores. Estas cifras no se comparan con los 131 buques británicos (de los cuales sólo 39 eran "modernos" y sólo 66 en servicio efectivo, pero incluían diversas unidades de 100 cañones o más), o los 52 franceses (que se elevaron a 73 en 1782, todos de 74 o 80 cañones, excepto por una pequeña parte de unidades de 64 y  muy pocos buques insignias sobre la escala de 110 cañones), los 58 españoles (en 1778, bajando a 54 en 1782, pero entre los cuales había varias unidades muy grandes), y los 13 holandeses (en 1781, ascendieron a 19, pero con problemas similares, de armamento y desplazamiento que los venecianos). Más que las flotas de las grandes potencias (España, Francia y Gran Bretaña) la comparación con la flota holandesa es significativa, y con las flotas sueca y portuguesa, las tres grandes potencias marítimas del siglo anterior, ahora reducidas a un tamaño más pequeño que la veneciana, o la rusa y turca, ambas potencialmente menos sustanciales (especialmente la del Imperio ruso, que estaba dividida en diversos mares) que la veneciana. Tanto los rusos como los venecianos conformaron su marina en una función antiturca, al igual que los turcos lo hicieron en función antiveneciana y antirrusa, aunque en 1770 la flota turca fue aniquilada en Česhme (pero fue reconstruida en gran parte en los años posteriores). Desde este punto de vista, cabe señalar que tanto los turcos como los rusos tenían (como del resto la mayor parte de las marinas europeas) barcos más pesados y más poderosos que los venecianos (los buques insignias turcos del siglo XVIII tenían al menos 84 cañones), y lograron desplegar (aunque no siempre con buenos resultados) todas sus fuerzas, por ejemplo en Çeşme, contra los rusos, en 1770 alinearon 16 barcos de línea (perdiendo 15), 6 fragatas (todas hundidas), 6 jabeques, 32 unidades menores y 13 galeras, contra la escuadra rusa del Mediterráneo con 9 navíos de línea, 3 fragatas y 7 unidades menores, todas de excelente calidad y entrenamiento.
Desde un punto de vista tecnológico, Venecia había logrado excelentes resultados a principios del siglo XVIII, tanto en el diseño de los cascos como en el aparejo, pero luego se detuvo. De hecho, muchas unidades que se construían en el arsenal entre 1719 y 1739, luego se completaron poco a poco según las necesidades, evitando que la renovación fisiológica de la marina veneciana fuera una renovación tecnológica, solo una especie de repetición de modelos conocido como vanguardia a principios del siglo XVIII, superado en muchos aspectos a finales del siglo. También el armamento fue muy moderno entre el fin del XVII y el inicio del siglo XVIII, con algunas piezas parecidas a las carronadas implementadas en la Royal Navy a partir de la guerra de independencia americana. Pero pronto se quedó en la obsolencia, con cañones en el puente de batería de los navíos que parecían potentes (40 libras), sólo que estas eran libras venecianas, mucho más ligeras que las francesas o británicas. Defectuoso era también el reclutamiento naval, menos desarrollado que los franceses y británicos, con tripulaciones en buena parte constituidos de soldados y no de marineros, y de igual manera de dimensiones más reducidas frente a aquellos de muchas marinas. Además la subdivisión de los grados sobre las embarcaciones era más parecida a las de las armadas portuguesa y española, en lugar de la más racional y meritocratica marina británica, donde los roles de navegación, comando y combate estaban unificados y no divididos. En la marina veneciana, los oficiales al mando durante los combates eran nobles venecianos (o ciudadanos originarios), mientras que los oficiales que a menudo gestionaban la navegación eran súbditos dálmatas o griegos, o venecianos de baja cuna.

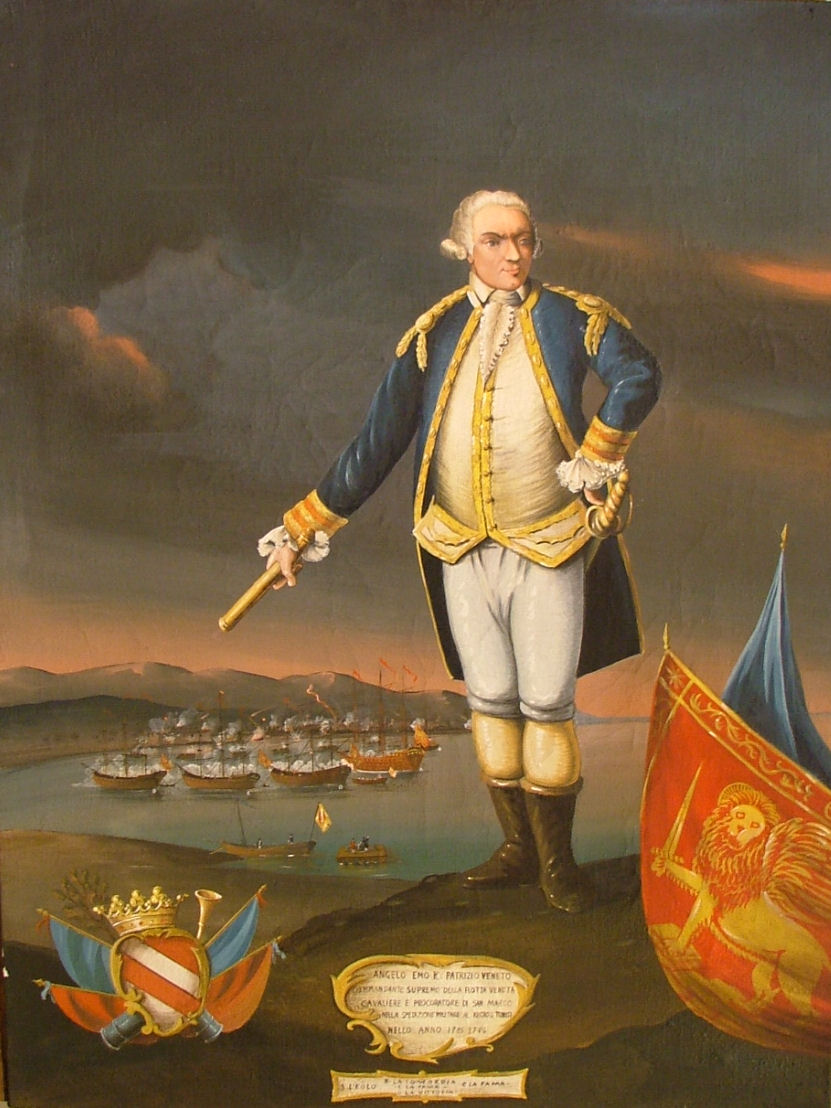
Almirante Angelo Emo.

El almirante (capitano da mar) Angelo Emo trató de reformar la armada veneciana siguiendo el modelo de la británica, también para asumir el desafío presentado por la aparición de la armada rusa en el Mediterráneo, abandonando las galeras (ahora totalmente obsoletas) y llevando todas las naves bajo el control directo de una marina profesional y estatal, aumentando sobre todo el salario muy bajo de los marineros y modificando las reglas de disciplina y avance profesional. No lo logró, si no en parte, en mejorar la práctica, el armamento, la organización y el equipo de la marina que, aunque moderno y comparable al de muchas potencias navales medianas europeas (Imperio otomano, Países Bajos, Rusia), ya había sido superada por Francia y sobre todo Inglaterra, mientras que España y el Reino de Nápoles (además de Suecia, Dinamarca y Portugal) estaban modernizando y expandiendo sus flotas siguiendo el modelo francés o británico.
Además, la cadena de mando veneciana favorecía la antigüedad sobre todo lo demás: Angelo Emo, ya almirante antes de los sesenta años, era una excepción y numerosos altos oficiales venecianos eran decididamente ancianos en comparación con sus homólogos franceses, rusos y turcos. 
El final de la marina veneciana se unió al final de todo el estado en 1797, con la llegada de las tropas de Napoleón. Cuando cayó la República de Venecia, los franceses quemaron el arsenall y capturaron o hundieron todos los 184 barcos presentes. También abolieron todas las distinciones entre la marina y los buques mercantes y despidieron a los 2000 empleados del Arsenal, para que no pudieran usarlos los austriacos. Con la subsiguiente dominación austríaca las tradiciones marinas venecianas terminaron fusionándose en la marina imperial.